# Junior Braithwaite
Pour les articles homonymes, voir Braithwaite.
Franklin Delano Alexander Braithwaite est un chanteur jamaïcain né le 4 avril 1949 et mort assassiné le 2 juin 1999 à Kingston (Jamaïque). Il est membre des Wailers de 1963 à 1964.

## Biographie
Franklin Delano Alexander Braithwaite naît le 4 avril 1949 au coin de Third Street et de West Road, dans le quartier de Rema, à Kingston.
Selon Roger Steffens, auteur de plusieurs livres sur Bob Marley, Junior n'est membre des Wailing Wailers que huit mois, ce qui signifie qu'il rejoint Nesta Marley, Neville Livingston et Winston McIntosh en décembre 1963.
Toujours est-il qu'il est présent lors de la première audition du groupe chez Studio One, au début de l'été 1964. Clement Dodd dira : "La première fois qu'ils sont venus me voir, […] Junior avait vraiment la meilleure voix".
Le 6 juillet, les quatre garçons, désormais accompagnés de Beverley Kelso, enregistrent leur premier morceau. Simmer Down devient numéro un des ventes en Jamaïque pendant deux mois, durant lesquels ils enregistrent une trentaine de chansons avec The Skatalites, le backing band de Studio One. Junior est le chanteur principal sur Straight And Narrow Way et Habits. Lors de la dernière session d'enregistrement à laquelle il participe, le 28 août 1964, il interprète It Hurts To Be Alone et Don't Ever Leave Me.
Il quitte le groupe et s'envole pour Chicago à la fin du mois d'août, afin d'y poursuivre des études de médecine. Il y restera vingt ans.
En 1984, il retourne en Jamaïque à la demande de Bunny Wailer qui l'invite à participer au projet Never Ending Wailers.
Le 16 août 1986, lors de son concert au Madison Square Garden, Bunny Wailer interprète Together Again en compagnie de Vision Walker et Junior Braithwaite.
Après la sortie de l'album Never Ending Wailers, Junior tente de relancer sa carrière en solo. Il travaille sur un nouveau projet en collaboration avec le groupe féminin Fourth Street Sisters et se produit en concert lors du Heineken Startime qui a lieu au Countryside Club de Kingston en mai 1997.
La nuit du 2 juin 1999, alors que Junior se trouve chez le musicien Lawrence « Chadda » Scott, dans le quartier de Duhaney Park, trois hommes pénètrent dans la maison et ouvrent le feu, blessant grièvement les deux hommes. Ces derniers sont emmenés à l'hôpital public de Kingston, où ils décèdent.
Le motif de cet assassinat n'a pas été établi. Les meurtriers n'ont rien volé et n'ont jamais été retrouvés.

## Discographie
- 1966 - The Wailing Wailers
- 1993 - Never Ending Wailers